# 建议速限

欧洲大部分国家的建议速限路标

建议速限（英語：advisory speed limit）是一个由道路管理方制定的建议车速限制，不具有强制性。在使用该法规的国家，超过该速度并不会受处罚，但如果因为超出建议速限造成事故，肇事者自動需要担负全部责任。
在欧美国家，建议速限常设置在行人密集路段，例如市中心和学校路段，也会设置在路况复杂的路段，例如弯道和施工路段，或者偏遠的曠野公路，在安全與速度間取得平衡。建议速限路标的设置和样式在各个国家不一定相同，澳大利亚地廣人稀，在其公路路網上大量使用，而在德国則是龐大的基礎建設，建议速限在全高速公路（Autobahn）路網都是有效的（但可被設置的最高速限取代），英国以及美国的仅在危险路段例如急弯路段设置建议速限。

## 使用

澳大利亚建议速限路标

### 澳大利亚
在澳大利亚，如果超出建议速限造成事故，保险公司可以以违反投保协定为由拒绝赔偿。

### 德国

中国大陆弯道建议速度30 km/h路标

建议速限在德国被称为，这是一个非强制性速限的法律条文。高速公路在所有没有设置速限的路段的建议速限为130 km/h。
超出建议速度并不会受处罚，但是超过建议速限后的事故率与速度存在正相关的关系。
德国于1974年推出的《高速公路速度建议》（Autobahn-Richtgeschwindigkeits-Verordnung）内建议高速公路以及类似的至少单向两车道中间设置隔离带的道路在没有低于该建议速限的路段驾驶速度不要超过130 km/h。

建議速限路段開始標誌
建議速限路段結束標誌
德國邊界的速限資訊標誌

### 中国大陆
中华人民共和国于2009年颁布的《GB 5768-2009》中提及了「建议车速」标志，目的通过设置建议速度标志，人性化地提醒驾驶员谨慎驾驶。但由于法规尚未完善，只有少量此类路标在使用。
2018年6月1日公布的新交规规定，小型车辆在高速公路、城市快速路上行驶时速超过限定时速不到10%的，给予警告，不进行扣分罚款，实际相当于给予了超速10%的建议速限。2022年4月1日公布的新交规再次规定，在高速和城市快速路上超速10%-20%不再扣分，但具体到不同省市有可能会给予罚款。

## 路标
建议速限的路标不属于「關於道路標示及燈號的維也納會議」协议的内容，各国路标并不一定相同。